# Ouled Aissa
Ouled Aissa (en àrab أولاد عيسى, Ūlād ʿĪsà; en amazic ⵡⵍⴰⴷ ⵄⵉⵙⴰ) és una comuna rural de la província de Taroudant, a la regió de Souss-Massa, al Marroc. Segons el cens de 2014 tenia una població total de 12.331 persones.